# The Marriage

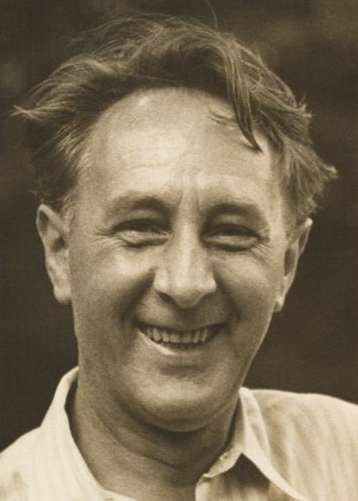
Fotografia de Bohuslav Martinů, compositor de l'obra.

The Marriage (en anglès, El casament, també estrenada en txec com a Ženitba) és una òpera còmica en dos actes amb música de Bohuslav Martinů i llibret del mateix compositor, basat en l'obra de teatre homònima de Nikolai Gógol. L'òpera va ser un encàrrec de la televisió NBC, i l'NBC Opera Theatre va interpretar l'estrena mundial de l'obra al seu programa de televisió NBC TV Opera Theatre per a una retransmissió nacional als Estats Units el 2 de juliol de 1953. L'òpera ha estat posteriorment adaptada per a l'escenari, i es va estrenar una producció teatral en viu el 31 de març de 1954, a la Staatsoper d'Hamburg, Alemanya, on va ser dirigida per Horst Stein. Una versió revisada de l'òpera es va estrenar al Teatre de Bonn el 21 de setembre de 1989 amb la direcció d'Udo Zimmermann.

## Personatges
| Personatge                                       | Tessitura    | Repartiment de l'estrena, 2 de juliol de 1953 (Director: Peter Herman Adler) |
| ------------------------------------------------ | ------------ | ---------------------------------------------------------------------------- |
| Podkolyosin, un oficial governamental i solterón | baríton      | Donald Gramm                                                                 |
| Agafya, filla d'un comerciant i solterona        | soprano      | Sonia Stollin                                                                |
| Kokhkaryov, amic de Podkolyosin                  | tenor        | Michael Pollock                                                              |
| Fyokla Ivanovna, una casamentera                 | mezzosoprano | Winifred Heidt                                                               |
| Arina, tia d'Agafya                              | contralto    | Ruth Kobart                                                                  |
| Ivan, un oficial governamental                   | baix         | Lloyd Harris                                                                 |
| Anuchkin, un oficial de l'exèrcit retirat        | tenor        | Andrew McKinley                                                              |
| Zhevakin, un oficial de l'armada retirat         | tenor        | Robert Holland                                                               |
| Stepan, criat de Podkolyosin                     | paper parlat | Leon Lishner                                                                 |
| Dunyashka, donzella d'Agafya i Arina             | paper parlat | Anne Pitoniak                                                                |

## Enregistrament
- Václav Nosek dirigint l'Orquestra de l'Òpera Janáček de Brno, Supraphon SU-33792.